# Une proie dangereuse

Une proie dangereuse (Dangerous Prey) est un film réalisé en 1995 par Lloyd A. Simandl

## Synopsis
Emprisonnée pour complicité de trafic d'armes, Robin, une jeune cascadeuse est libérée par une mystérieuse organisation de mercenaires dirigé par un certain docteur Drexel qui engage et forme des jeunes femmes chargées de missions d'assassinats. Les femmes en question sont équipées d'un implant qui les empêche de s'échapper. Une fois leurs missions accomplies, les jeunes femmes sont promises à la liberté, en réalité, elles sont éliminées. Robin ne tarde pas à découvrir la vérité et se lie d'amitié avec Tanya, l'aide dans sa dernière mission et parvient à éliminer Drexel ainsi que les ordinateurs contrôlant leurs implants.

## Fiche technique
- Titre original : Dangerous Prey
- Titre français : Une proie dangereuse
- Réalisateur :  Lloyd A. Simandl
- Scénario :  Chris Hyde
- Musique : Peter Allen
- Photographie : Danny Nowak
- Genre : thriller érotique
- Durée : 93 minutes
- Pays :  Canada
- Dates de sortie :  
  - États-unis : 28 novembre 1995

## Distribution
- Shannon Whirry : Robin
- Kiara Hunter : Tanya[1]
- Josef Laufer : Drexel
- Beatrice de Borg : Yanna
- Carol Cartier : Karin
- Michael Rogers : Paul Travkin
- Borivoj Navrátil: Romanov
- Zdenek Pechácek : Yuri
- Jiří Krampol : Bronik
- Daniela Krhutova : Myrka Slovik